# 臺南市主要道路列表
臺南市主要道路列表，列出臺南市區（縣市合併前原臺南市）主要道路及其編號，並概略介紹原臺南縣部分行政區道路。

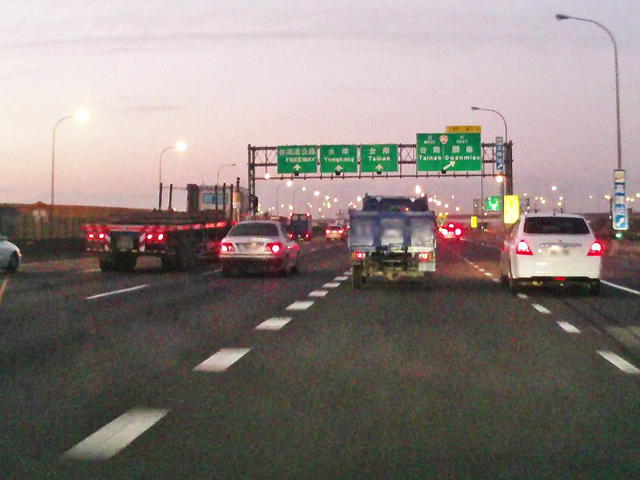
國道一號仁德系統交流道，可連接台86線

## 概論
臺南市現今道路命名一如其他臺灣主要大城，以歷史地名（例安平路）、政治教義（例民權路）、人名（例成功路）或吉祥路名等為大宗。大致可分為三個時期：
- 二次戰後命名：二次大戰結束後，由市政府編定現今道路名。然而在此次頒定中不存在中國大陸地名街道，這點與其他臺灣大城市非常不同。唯仍有政治教義之「建國」、「民權」、「民生」、「民族」等。
- 1980~90年代：由於多處重劃區開發。為因應道路命名需要，市府頒定「路里譜」，規定以「字輩」為道路命名。例如安平區新路幾乎皆以「平」字結尾，配上其他字。（例國平、華平、育平、建平等路），而東區則有一系例東字開頭路名（如東和、東平、東興等）。其配字規定參照置於「路里譜」（有銅刻版本現置於文化中心），當時廣泛使用於多處新興重劃區。
- 近年：臺南市近來新闢道路隨著地方意識抬頭，幾乎全部取用歷史地名而非字輩。例如臺江大道、鹿耳門大道、四草大道、清水路、水交社路、後甲路等。但南臺南車站重劃區在2015年仍有道路依路里譜命名。

而在2010年縣市合併後的臺南市，包括原縣區的大部分行政區皆有命名道路，不過尚有北門區、將軍區、七股區、大內區、山上區、左鎮區、南化區、龍崎區等八區境內之道路未進行命名。

### 長度面積
台南市幅員廣大，升格直轄市後，道路總面積排名台灣第一，為5977萬平方公尺。道路密度全台第三高。道路總長度5016公里與公路總長度2172公里，亦皆是全台第一。
高速公路與快速公路總長度也排名全台第一。
其他台灣縣市與台南市道路比較數據，請參考台灣之最列表。

### 定義
主要道路英文名稱為Arterial road，根據交通工程規範(原交通工程手冊)，主幹道被佈置為交通網絡的主幹，並且應該被設計為提供最廣泛的交通服務。
雖然主幹道的設計因國家，地區，城市而異，但它們具有許多共同的設計特徵。例如，在許多城市，路線被佈置在城區周圍（通常被稱為環線），或是分散式網格。許多城市還將幹線道路分為主要道路或次要道路。

### 發展
主幹道路的寬度可以從四個車道到十個或更多，由於道路路廊的佈局和道路走向連續性，下水道，水管，管道和其他基礎設施被放置在路基下方或旁邊。例如最近市區道路之中央分隔島寬度被縮減，以挪出空間增設2個車道，並把路燈與交通訊號電線埋設在分隔道下方。
由於道路的高交通量特徵，以及大量的連續路口與經常發生的號誌管制，產生相當大的停滯車流，市政府已在大部份的主要道路上實施號誌連鎖，通行速度限制通常在40到70公里/小時之間，具體取決於周圍開發的使用密度。

### 分段
比較長的道路，為了門牌號碼編排的方便並利於用路人識別，一般會對道路路名進行分段。臺南市的道路分段幾乎都採取同臺北市、臺中市等地較常見的「某某路X段」方式，僅有少數地區出現有與高雄市一樣「類似」分段而非分段方式的「某某X路」，如下營區的人和街、佳里區的信義街等。
以下列出全臺南市最多與次多分段數的道路，及一些有趣的特殊例子。
七段
臺南市的道路目前最多分有七段：
- 公學路（安南區）
- 府安路（安南區。但目前只見二段至七段；二段以北的路段又被稱為「府安堤頂道路」[2]）
- 郡安路（安南區。但目前只見三段至七段）

六段
- 安和路（安南區）
- 安中路（安南區）
- 安通路（安南區。但目前只見二段至六段）
- 台江大道（安南區）

特殊例子
設有西段：
- 東寧路（東區）
- 大學路（東區）

僅有一段：
- 鹿耳門大道（安南區）
- 安清路（安南區）
- 安義路（安南區）

僅設二段：
- 東興路（東區、北區）[3]

無分段
部分行政區道路雖有命名，但實際並無分段。這種狀況可能是道路不夠長而無分段必要，或是以數字方位串起同名道路、類似分段而非分段的「某某X路」之情況。在此列出境內道路命名皆無實際分段的行政區：
- 鹽水區
- 後壁區（僅有少數道路命名）
- 白河區
- 六甲區
- 麻豆區（以方位串連同名道路，如：新生路）
- 佳里區（以數字序、方位串連同名道路，如：信義街、文化路、忠孝路、......等多條道路）
- 西港區
- 安定區（僅有南科範圍之少數道路命名）
- 新化區（以方位串連同名道路，如：正新路）
- 玉井區
- 楠西區（以方位串連同名道路，如：中興路）

## 歷史
目前市中心道路名，主要在戰後初期命名。當時更名狀況如後：
- 光復路←明治町二、三丁目全線／老松町一丁目
- 中山路←大正町（全線）。舊名大正通
- 中正路←末廣町至運河一、二丁目。舊名銀座通或末廣町通
- 民族路←盲啞學校起臺町止一、二丁目
- 民權路←本町（全線）一、二、三、四丁目←普羅民遮街
- 民生路←錦町（全線）一、二、三丁目
- 青年路←清水町一丁目至竹園町
- 府前路←東門町一丁目至小西門綠園
- 開山路←開山町（全線）一、二、三丁目
- 文廟路←幸町（全線）一、二丁目
- 開元路←三分子
- 東門路←東門町（全線）一、二、三、四丁目
- 西門路←西門町（全線）一、二、三、四、五丁目
- 南門路←綠町至桶盤淺
- 北門路←北門町（全線）一、二丁目
- 安平路←港町（全線）一、二丁目
- 公園路←花園町（全線）一、二、三丁目
- 博愛路←壽町（全線）
- 復興路←東門綠園至竹篙厝
- 健康路←市立游泳池前面路
- 海安路←福住町至濱町
- 勝利路←竹園町旭町
- 忠義路←白金町至臺南神社前五、四、三、二、一丁目←禾寮港街
- 玉泉街←泉町至塩埕
- 進學街←南門町二丁至塩埕
- 新生路←法院邊至末廣國民學校
- 永樂街←永樂町一丁目
- 康樂街←新町至濱町
- 建業街←開山神社後
- 立人街←寶町（全線）
- 衛民街←憲兵隊前面路
- 友愛街←大宮町四丁目至濱町
- 長樂街←永樂町三丁目
- 協進街←港國民學校前面路
- 武廟街←武廟至南門町
- 武穆街←高砂町一、二、三丁目
- 赤崁街←赤崁樓前面路台町一丁目
- 進豐路←陸軍基地至溪頂寮
- 生產路←糖業試驗所至竹篙厝
- 工學路←後甲
- 裕農路←後甲至虎尾寮
- 富強路←虎尾寮
- 康莊路
- 大同路←桶盤淺至竹篙厝
- 忠明街←港町二丁目
- 先覺街←開山町三丁目
- 忠孝街←永樂町二、三丁目
- 仁愛街←港町一丁目
- 信義街←入船町二丁目至永樂町三丁目
- 和平街←西門町三丁目至港町二丁目
- 大智街←新町一、二丁目
- 大仁街←新町二丁目
- 大勇街←舊魚行口至新町二丁目
- 新南街←新町一丁目至田町造船廠
- 保安北街←西門町五丁目小西門綠園至新町一丁目大溝北側
- 保安南街←西門町五丁目小西門綠園至新町一丁目大溝南側
- 人和街←永樂市場至福住町
- 神農街←永樂町二丁目
- 正義街←開山宮前至三和銀行
- 崇安街←明治町二丁目至老松町二丁目
- 糖業街←竹篙厝
- 舊廓街←東門町四丁目至竹篙厝
- 竹圍街←竹園町至旭町
- 四維街←知事官舍前至州二中
- 自強街←寶町二丁目
- 大埔街←開山町
- 光華街←農業試驗所種畜場至臺南煉瓦工廠前
- 樹人街←師範學校前面路

稍後道路變動如後：光復路→成功路、文廟路→南門路、玉泉路→逢甲路、進學街→進學路、新生路→新生街、永樂街→永樂路、武廟街→永福路、武穆街→建國路、進豐路→公園路、工學路→大學路、四維街→民族路一段、樹人街→樹林街、中正路→湯德章大道。並廢止康莊、先覺、糖業、舊廓、竹圍等街路。

## 編碼
臺南市於省轄市時期的編碼系統，係由主要幹道以2位數編成，奇數為南北向，由西向東排序；偶數為東西向，由北向南排序；次要道路以3位數編號，前2碼自主要道路編碼之後（南北向主要幹道東邊數起第一條，東西向的南邊第一條）開始編碼。如編號240的永華路為編號24的主要幹道南邊數起第一條。
編碼設計立意係便利外國人使用。但事實上此道路編號系統仍未推廣，即道路標誌外並不在其他場合使用，亦不見於地圖。臺南縣市合併後已因編碼系統不符合實際需求而不再使用，但編碼標示仍可在今日的多數路牌上被發現。

### 已編台南市道路編號之主要道路
| 臺南市 道路編號 | 道路名稱                 | 名稱源自                                                | 所經行政區                 | 起點                            | 終點                              | 長度 （公里） | 備註                               |
| --------------- | ------------------------ | ------------------------------------------------------- | -------------------------- | ------------------------------- | --------------------------------- | ------------- | ---------------------------------- |
| 11              | 四草大道                 | 四草                                                    | 安南區                     | 四草大橋                        | 本田路                            | 4.1           |                                    |
| 11              | 鹿耳門大道               | 鹿耳門                                                  | 安南區                     | 本田路                          | 北汕尾路                          | 1.6           |                                    |
| 12              | 台江大道                 | 臺江內海                                                | 安南區                     | 府安堤頂道路                    | 青草崙堤防                        | 13.8          | 安吉路至安明路段屬台17乙線         |
| 13              | 安明路                   | 安南區、「宏建文明華國」                                | 安南區                     | 大港觀海橋                      | 國姓橋 （安南區－七股區界）       | 9.5           | 全線均屬台17線                     |
| 13              | 中華北路                 | 中華、市區北側外環道                                    | 北區                       | 和緯路                          | 大港觀海橋                        | 0.6           | 此路段全線均屬台17線               |
| 13              | 中華西路                 | 中華、市區西側外環道                                    | 南區、安平區、中西區       | 中華南路／清水路                | 和緯路                            | 5.1           | 全線均屬台17線                     |
| 13              | 濱南路                   | 西濱公路、南區                                          | 南區                       | 二仁溪橋 （台南市－高雄市界）   | 中華南路／清水路                  | 5.5           | 全線均屬台17線                     |
| 14              | 怡安路                   | 「府郡通和怡慶長」、安南區                              | 安南區                     | 安和路                          | 安中路                            | 2.5           |                                    |
| 14              | 安中路 (二～六段)        | 橫貫安南區中部                                          | 安南區                     | 怡安路                          | 城安路                            | 7.7           |                                    |
| 15              | 文賢路                   | 推測：文武聖賢                                          | 中西區、北區               | 金華路／民族路                  | 鹽水溪橋                          | 2.2           | 成功路以北路段屬台17甲線           |
| 15              | 海佃路                   | 海尾寮、十二佃                                          | 安南區                     | 鹽水溪橋                        | 公學路                            | 5.7           | 安吉路以南路段屬台17甲線           |
| 15              | 公學路 (四段400號～七段) | 公親寮、學甲寮                                          | 安南區                     | 海佃路                          | 城北路                            | 4.8           |                                    |
| 16              | 中華北路                 | 中華、市區北側外環道                                    | 北區                       | 大港觀海橋                      | 中華路 （北區－永康區界）         | 3.6           |                                    |
| 17              | 金華路                   | 金華府                                                  | 南區、中西區、北區         | 中華南路                        | 臨安路                            | 4.7           | 中華南路至成功路段屬台17甲線       |
| 17              | 明興路                   | 推測：明朝興盛                                          | 南區                       | 中華南路                        | 南萣橋 （台南市－高雄市界）       | 5.0           | 全線均屬台17甲線                   |
| 18              | 和緯路                   | 「府郡通和怡慶長」 「緯」為橫緯二區以上東西向道路之選字 | 北區、中西區、安平區       | 台南市立成功國民中學            | 民權路                            | 4.4           |                                    |
| 19              | 北安路                   | 北區、安南區                                            | 北區、安南區               | 公園路                          | 安和路                            | 7.1           |                                    |
| 20              | 小東路                   | 臺灣府城小東門                                          | 東區、北區                 | 北門路                          | 忠孝路／裕永路 （東區－永康區界） | 2.8           | 全線均屬市道180號                  |
| 21              | 西門路                   | 臺灣府城大西門                                          | 南區、中西區、北區         | 中華南路                        | 小北路 （北區－永康區界）         | 6.7           |                                    |
| 22              | 民族路                   | 三民主義                                                | 東區、中西區               | 國立台南第一高級中學            | 臨安路                            | 2.5           |                                    |
| 22              | 東寧路                   | 鄭經政權、東寧政權                                      | 東區                       | 民族路／前鋒路                  | 後甲圓環                          | 2.17          | 包含東寧路西段                     |
| 22              | 裕農路                   | 祝福語：富裕農民                                        | 東區                       | 東門路                          | 裕義路 （東區－仁德區界）         | 2.52          |                                    |
| 23              | 安和路                   | 安順、和順                                              | 安南區                     | 溪頂寮大橋 （安南區－永康區界） | 安南區－安定區界                  | 6.0           | 全線均屬台19線，並連接永康區中央路 |
| 23              | 公園路                   | 臺南公園                                                | 中西區、北區               | 湯德章紀念公園                  | 中正南路 （北區－永康區界）       | 3.2           |                                    |
| 23              | 南門路                   | 臺灣府城大南門                                          | 中西區、南區               | 湯德章紀念公園                  | 新都路                            | 1.8           |                                    |
| 23              | 國民路                   | 陸軍國民新村                                            | 南區                       | 大同路                          | 新都路                            | 1.7           |                                    |
| 24              | 府前路                   | 通過初代臺南市政府前                                    | 中西區、安平區             | 東門圓環                        | 建平路                            | 2.9           | 中華西路以東路段屬市道182號        |
| 24              | 東門路                   | 臺灣府城大東門                                          | 東區                       | 東門圓環                        | 中山路 （東區－仁德區界）         | 3.15          | 全線均屬市道182號                  |
| 25              | 開元路                   | 通過開元寺南側                                          | 北區                       | 公園北路／東豐路                | 中山南路 （北區－永康區界）       | 1.5           | 全線均屬台20線                     |
| 25              | 北門路                   | 臺灣府城大北門                                          | 中西區、東區、北區         | 東門圓環                        | 實踐街巷內                        | 3.0           | 火車站前圓環至公園北路段屬台20線   |
| 25              | 大同路                   | 世界大同                                                | 中西區、東區、南區、仁德區 | 東門圓環                        | 二仁路 （仁德區境內）             | 5.1           | 中華南路以南路段屬台1線            |
| 26              | 健康路                   | 臺南市立體育場→運動身體健康                             | 中西區、南區、安平區       | 大同路                          | 漁光路                            | 3.15          |                                    |
| 27              | 林森路                   | 林森                                                    | 東區、北區                 | 大同路                          | 開元路                            | 3.9           |                                    |
| 28              | 清水路                   | 四鯤鯓龍山寺主神清水祖師                                | 南區                       | 中華西路／濱南路                | 安平港聯外道路                    | 1.5           |                                    |
| 28              | 中華南路                 | 中華、市區南側外環道                                    | 南區                       | 大同路                          | 中華西路／濱南路                  | 3.9           |                                    |
| 29              | 中華東路                 | 中華、市區東側外環道                                    | 東區                       | 小東路                          | 大同路                            | 3.96          | 全線均屬台1線                      |

### 已編台南市道路編號之次要道路
| 臺南市 道路編號 | 道路名稱               | 名稱源自                                    | 所經行政區           | 起點             | 終點                      | 長度 （公里） | 備註                                                          |
| --------------- | ---------------------- | ------------------------------------------- | -------------------- | ---------------- | ------------------------- | ------------- | ------------------------------------------------------------- |
| 111             | 光州路                 | 韓國光州廣域市                              | 安平區               | 健康路           | 安億路                    | 1.0           |                                                               |
| 113             | 平豐路                 | 安平區、「育培才智豐功」                    | 安平區               | 健康路           | 安億路                    | 1.1           |                                                               |
| 115             | 育平路                 | 「育培才智豐功」、安平區                    | 安平區               | 健康路           | 慶平路                    | 1.4           |                                                               |
| 117             | 國平路                 | 「宏建文明華國」、安平區                    | 安平區               | 健康路           | 慶平路                    | 1.4           |                                                               |
| 119             | 華平路                 | 「宏建文明華國」、安平區                    | 安平區、中西區       | 健康路           | 和緯路                    | 2.4           |                                                               |
| 120             | 公學路 (一～四段400號) | 公親寮、學甲寮                              | 安南區               | 安南區－安定區界 | 海佃路                    | 4.4           | 安吉路以東路段屬市道178號                                     |
| 121             | 文平路                 | 「宏建文明華國」、安平區                    | 安平區               | 健康路           | 建平十七街                | 1.6           |                                                               |
| 123             | 建平路                 | 「宏建文明華國」、安平區                    | 南區、安平區         | 新樂路           | 建平十七街                | 1.7           |                                                               |
| 131             | 文南路                 | 「宏建文明華國」、南區                      | 南區                 | 健康路           | 永華路                    | 0.75          |                                                               |
| 133             | 喜樹路                 | 喜樹                                        | 南區                 | 明興路           | 台86線橋下道路            | 2.1           |                                                               |
| 133             | 灣裡路                 | 灣裡                                        | 南區                 | 台86線橋下道路   | 明興路                    | 1.8           |                                                               |
| 140             | 安中路 (一段)          | 橫貫安南區中部                              | 安南區               | 安和路           | 怡安路                    | 2.6           |                                                               |
| 142             | 安通路                 | 安南區、「府郡通和怡慶長」                  | 安南區               | 開安一街         | 安明路                    | 6.7           | 僅有二－六段                                                  |
| 144             | 郡安路                 | 「府郡通和怡慶長」、安南區                  | 安南區               | 長和路           | 府安路？                  | ？            | 僅有三－七段                                                  |
| 146             | 府安路                 | 「府郡通和怡慶長」、安南區                  | 安南區               | 府安堤頂道路？   | 郡安路？                  | ？            | 僅有二－七段                                                  |
| 151             | 長溪路                 | 長安、溪頂寮                                | 安南區               | 安和路／安中路   | 公學路                    | 4.5           |                                                               |
| 171             | 海安路                 | 海安宮                                      | 中西區、北區         | 永華路           | 中華北路                  | 3.7           |                                                               |
| 171             | 夏林路                 | 聚落名「下林」之雅化                        | 南區                 | 永華路           | 大成路                    | 1.4           |                                                               |
| 180             | 公園北路               | 通過臺南公園北側                            | 北區                 | 北門路／開元路   | 西門路                    | 0.8           |                                                               |
| 180             | 東豐路                 | 東區、「育培才智豐功」                      | 北區                 | 北門路／開元路   | 小東路                    | 1.7           |                                                               |
| 200             | 公園南路               | 通過臺南公園南側                            | 北區                 | 北門路           | 海安路／臨安路            | 1.4           |                                                               |
| 202             | 成功路                 | 鄭成功                                      | 中西區、北區         | 臺南火車站前圓環 | 文賢路／西和路            | 2.0           | 金華路以西路段屬台17甲線                                      |
| 204             | 大學路                 | 國立成功大學                                | 東區                 | 前鋒路           | 林森路                    | 1.1           | 包含大學路西段                                                |
| 206             | 東平路                 | 推測為祝福語：東區平安                      | 東區                 | 中華東路         | 台南市立後甲國民中學      | 0.8           |                                                               |
| 208             | 凱旋路                 | 祝福語                                      | 東區                 | 中華東路         | 林森路                    | 1.0           |                                                               |
| 211             | 永福路                 | 劉永福                                      | 中西區               | 健康路           | 民族路                    | 1.7           |                                                               |
| 213             | 忠義路                 | 傳統思想美德                                | 中西區、北區         | 健康路           | 公園南路                  | 2.3           |                                                               |
| 220             | 民權路                 | 三民主義                                    | 中西區、安平區       | 東門圓環         | 安北路                    | 5.3           |                                                               |
| 222             | 民生路                 | 三民主義                                    | 中西區、安平區       | 湯德章紀念公園   | 中華西路                  | 1.9           |                                                               |
| 222             | 安平路                 | 安平                                        | 安平區               | 中華西路         | 同平路                    | 3.6           | 分成「中華西路－安平湖港東畔」段 與「安平湖港西畔－同平路」段 |
| 224             | 慶平路                 | 「府郡通和怡慶長」、安平區                  | 安平區               | 建平路           | 安億路                    | 2.3           |                                                               |
| 226             | 湯德章大道             | 紀念湯德章                                  | 中西區               | 湯德章紀念公園   | 中正路                    | 0.2           |                                                               |
| 226             | 中正路                 | 蔣中正                                      | 中西區               | 湯德章大道       | 環河街                    | 1.1           |                                                               |
| 240             | 永華路                 | 陳永華                                      | 中西區、南區、安平區 | 西門路           | 安億路                    | 4.5           |                                                               |
| 242             | 崇善路                 | 四期重劃區街道皆「崇」字開頭 祝福語         | 東區                 | 林森路           | 民安路 （東區－仁德區界） | 3.1           |                                                               |
| 244             | 崇德路                 | 四期重劃區街道皆「崇」字開頭 祝福語         | 東區                 | 林森路           | 保華路 （東區－仁德區界） | 3.2           |                                                               |
| 246             | 崇明路                 | 四期重劃區街道皆「崇」字開頭 祝福語         | 東區                 | 林森路           | 生產路                    | 2.3           |                                                               |
| 251             | 前鋒路                 | 軍事術語                                    | 東區、北區           | 東門陸橋橋下道路 | 開元路                    | 2.0           |                                                               |
| 253             | 勝利路                 | 祝福語                                      | 東區、北區           | 東門城圓環       | 開元路                    | 2.15          |                                                               |
| 255             | 長榮路                 | 長榮中學                                    | 東區、北區           | 林森路           | 公園路                    | 4.4           |                                                               |
| 260             | 新興路                 | 祝福語                                      | 南區                 | 西門路           | 中華西路                  | 1.9           |                                                               |
| 262             | 大成路                 | 大成國中                                    | 南區                 | 國民路           | 金華路                    | 1.3           |                                                               |
| 264             | 新都路                 | 都會擴張造鎮出新的都會輪廓                  | 南區                 | 南門路／國民路   | 鹽埕路                    | 2.1           |                                                               |
| 271             | 東安路                 | 推測為祝福語：東區平安                      | 東區                 | 東寧路           | 東和路                    | 0.9           |                                                               |
| 273             | 怡東路                 | 「府郡通和怡慶長」、東區                    | 東區                 | 東寧路           | 東平路                    | 0.6           |                                                               |
| 275             | 東興路                 | 東區、「敦興美德敬天」                      | 東區、北區           | 東寧路           | 東豐路                    | 1.4           |                                                               |
| 277             | 東光路                 | 東光國小                                    | 東區                 | 東寧路           | 小東路                    | 1.1           |                                                               |
| 279             | 莊敬路                 | 莊敬自強                                    | 東區                 | 凱旋路           | 小東路                    | 0.65          |                                                               |
| 280             | 鯤鯓路                 | 四鯤鯓                                      | 南區                 | 興隆路           | 安平商港四鯤鯓管制站東方  | 2.5           |                                                               |
| 282             | 生產路                 | 國營公司以前製糖生產腹地                    | 東區                 | 大同路           | 崇善路                    | 1.7           |                                                               |
| 282             | 崇善東路               | 四期重劃區街道皆「崇」字開頭 祝福語         | 東區                 | 生產路           | 仁和路                    | 0.5           |                                                               |
| 291             | 裕忠路                 | 虎尾寮重劃區街道皆「裕」字開頭 傳統思想美德 | 東區、仁德區         | 裕農路           | 中山路 （仁德區境內）     | 1.12          |                                                               |
| 293             | 裕孝路                 | 虎尾寮重劃區街道皆「裕」字開頭 傳統思想美德 | 東區                 | 裕農路           | 文宏路 （東區－仁德區界） | 1.38          |                                                               |
| 295             | 裕信路                 | 虎尾寮重劃區街道皆「裕」字開頭 傳統思想美德 | 東區                 | 裕農路           | 文華路 （東區－仁德區界） | 1.5           |                                                               |
| 297             | 裕義路                 | 虎尾寮重劃區街道皆「裕」字開頭 傳統思想美德 | 東區                 | 裕農路／太子路   | 文德路 （東區－仁德區界） | 1.59          |                                                               |

### 未編台南市道路編號之重要道路
| 道路名稱 | 名稱源自 | 所經行政區 | 起點           | 終點                                | 長度 （公里） | 備註                              |
| -------- | --- | ---------- | -------------- | ----------------------------------- | ------------- | --------------------------------- |
| 安吉路   | 安南區、新吉 | 安南區     | 海佃路         | 國道八號台南端 （安南區－安定區界） | 4.4           | 國道八號聯絡道 · 全線隸屬台17甲線 |
| 中山路   | 孫中山 | 中西區     | 湯德章紀念公園 | 臺南火車站前圓環                    | 0.8           | 全線隸屬台20線                    |
| 永成路   | 早期路名為永安街，後因道路拓寬以及與永康區往返安南區的重要道路永安路撞名，避免引發市民誤會及方便管理而改稱為永成路至今 | 南區       | 灣裡交流道     | 大成路                              | 4.7           |                                   |